# رصافه
الرصافه (عربی: الرصافة) در شرق رودخانه دجله و سمت غرب رودخانه کرخ قرار دارد. یکی از نه ناحیه اداری در بغداد است. این منطقه قدیمی‌ترین ناحیه در شرق بغداد است. در این منطقه نشانه‌های بسیاری از بناهای تاریخی بغداد دیده می‌شود.